# Pietre d'inciampo in Finlandia

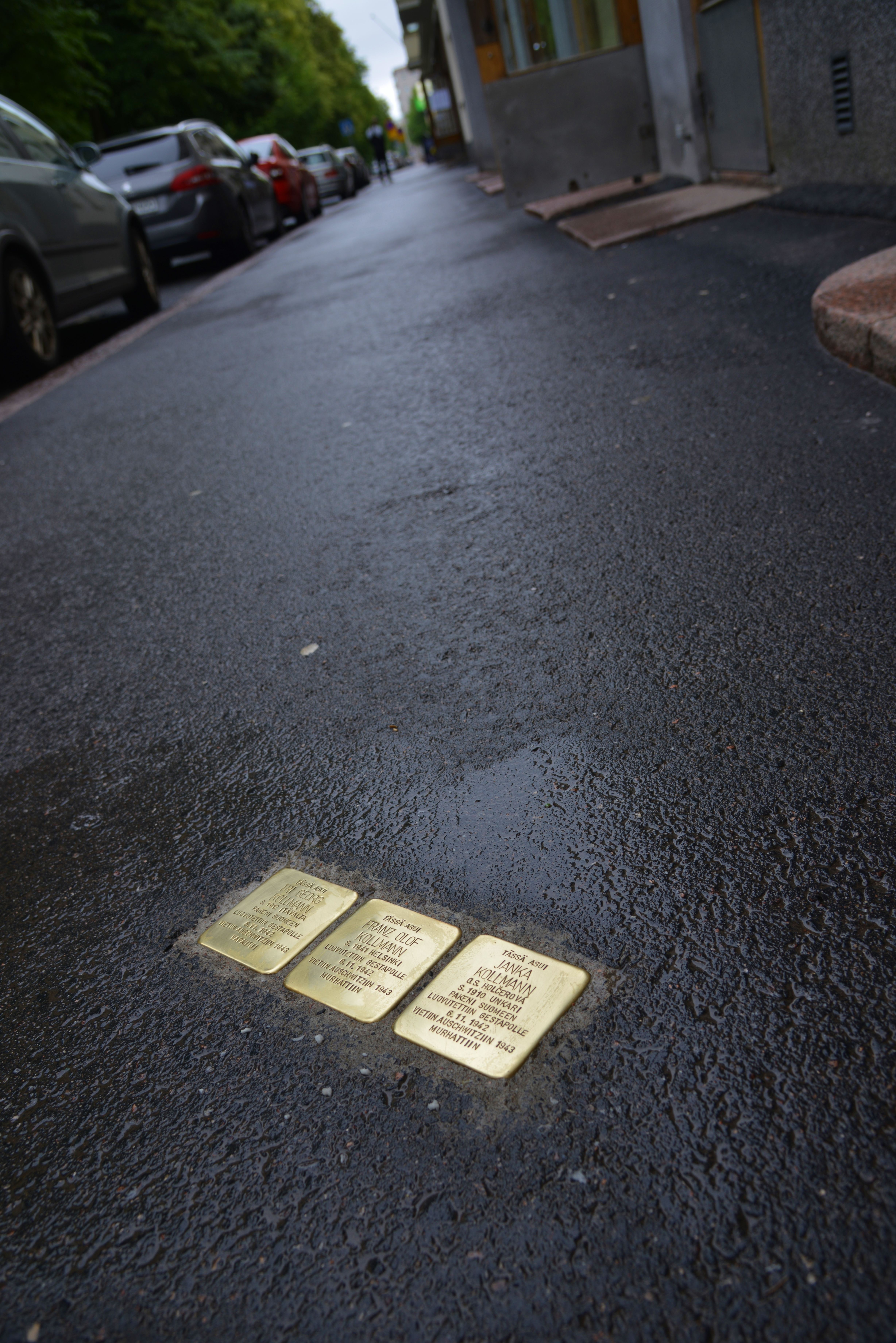
Le pietre d'inciampo in Finlandia

Le pietre d'inciampo in Finlandia elenca le Stolpersteine della Finlandia. Stolpersteine è il nome tedesco degli ostacoli incastrati in tutta Europa dall'artista tedesco Gunter Demnig. Ricordano il destino delle vittime del nazismo che sono state uccise, deportate, esiliate o portate al suicidio.
Generalmente, le pietre d'inciampo sono posti di fronte all'edificio dove le vittime avevano la loro ultima residenza prescelta. La prima collocazione era al 24 giugno 2018 a Helsinki, la seconda al 8  giugno 2019. Le Stolpersteine furono collocate dall'artista stesso. Nella lingua finlandese sono chiamati: kompastuskivet. Per gli altri cinque ebrei che sono stati consegnati ai nazionalsocialisti dal governo finlandese durante la seconda guerra mondiale, non ci sono ancora pietre d'inciampo.

## Destino degli ebrei in Finlandia
Gli ebrei finlandesi erano generalmente sicuri durante il nazismo in Germania e l'Olocausto. Sebbene Himmler si sia recato due volte in Finlandia per convincere il governo finlandese a consegnare i propri ebrei, questo sforzo è stato vano. Circa 2.000 ebrei vivevano in Finlandia in quel momento. Nella Finlandia indipendente non furono mai esposti a un antisemitismo sistematico. Molti degli ebrei finlandesi, circa 300, hanno combattuto per il loro paese, molti di loro come medici. A tre di loro venne offerta la Croce di Ferro,  un alto riconoscimento tedesco, ma tutti e tre rifiutarono di accettarlo.
Sebbene la popolazione ebraica della Finlandia fosse al sicuro, circa 47 prigionieri ebraici erano tra i 2.800 scambiati con i tedeschi. Anche se non furono estradati a causa della loro razza, molti di loro finirono nei campi di concentramento e furono assassinati. Consapevolmente, le autorità finlandesi consegnarono alla Gestapo solo cinque uomini ebrei stranieri durante la seconda guerra mondiale. Tutti e cinque erano in conflitto con le leggi della Finlandia o con i regolamenti sull'immigrazione. Si dice che tre membri della famiglia li abbiano accompagnati di loro spontanea volontà. Le persone espulse e i loro parenti erano:
- Heinrich Huppert, accompagnato da suo figlio Kurt,
- Georg Kollmann, accompagnato da sua moglie e dal piccolo bambino,
- Elias Kopelowsky,
- Hans Korn e
- Hans Sybilskij.

Ad eccezione di Kopelovsiky, tutti erano di origine austriaca. Georg Kollmann era l'unico degli otto a sopravvivere l'Olocausto. Il trasferimento avvenne il 6 novembre 1942 nella capitale estone, a Tallinn, 80 chilometri a sud di Helsinki.

## Collocazioni a Helsinki
La tabella è parzialmente sortibile; il sortimento accade in ordine alfabetico seguendo il cognome.
| Immagine | Scritta | Indirizzo                                          | Vita |
| -------- | --- | -------------------------------------------------- | --- |
|          | QUI ABITAVA FRANZ OLOF KOLLMANN NATO 1941 A HELSINKI CONSEGNATO ALLA GESTAPO 6.11.1942 DEPORTATO AD AUSCHWITZ 1943 ASSASSINATO                                | Munkkiniemen puistotie 18B 60.197608°N 24.877944°E | Franz Olof Kollmann nacque il 15 maggio 1941 a Helsinki. era il figlio di Georg e Janka Kollmann (vedi sotto). Il bambino fu arrestato insieme ai suoi genitori e consegnato alla Gestapo il 6 novembre 1942. Dopo due settimane, la famiglia fu deportata con il trasporto n. 29 da Berlino al campo di concentramento di Auschwitz. Madre e figlio furono assassinati dal regime nazista subito dopo l'arrivo, al 20 febbraio 1943, in una camera a gas. Il padre del bambino sopravvivere l'Olocausto. Assassinati furano anche i nonni materni, una zia del bambino e suo marito. |
|          | QUI ABITAVA DOTT. GEORG KOLLMANN NATO 1912 IN AUSTRIA FUGGITO IN FINLANDIA CONSEGNATO ALLA GESTAPO 6.11.1942 DEPORTATO AD AUSCHWITZ 1943 LIBERATO             | Munkkiniemen puistotie 18B 60.197608°N 24.877944°E | Georg Kollmann nacque il 19 novembre 1912 a Vienna. I suoi genitori erano Robert e Friederike Kollmann. Aveva un fratellastro, Stefan Kollmann, nato nel 1918, che fu chiamato "Ze'ev". Studiava a divenne dottore. Sposò Janka née Holčerová. La coppia fuggiva in Finlandia. Lì, nel maggio 1941, nacque il figlio comune Franz Olof (vedi sopra). Diciotto mesi dopo, i genitori e il bambini furono arrestati e consegnati alla Gestapo il 6 novembre 1942. Il 19 febbraio 1943, la famiglia fu deportata con il trasporto n. 29 da Berlino al campo di concentramento di Auschwitz. Madre e figlio furono uccisi subito dopo il loro arrivo, il 20 febbraio 1943, dal regime nazista in una camera a gas. Georg Kollmann sopravvisse ad Auschwitz. La sua seconda moglie era Olivia e la coppia aveva almeno una figlia, Orna. Morì il 3 ottobre 1992 in Israele. Anche il fratellastro sopravvisse all'Olocausto. |
|          | QUI ABITAVA JANKA KOLLMANN NÉE HOLCEROVÁ NATA 1910 IN UNGHERIA FUGGITA IN FINLANDIA CONSEGNATA ALLA GESTAPO 6.11.1942 DEPORTATA AD AUSCHWITZ 1943 ASSASSINATA | Munkkiniemen puistotie 18B 60.197608°N 24.877944°E | Janka Kollmann nacque il 10 settembre 1910 a Nyíregyháza (Ungheria). I suoi genitori erano Ludvig Holczer (nato il 31 marzo 1879 a Bardejov, oggi in Slovacchia) e Regina Szendrovics (nato il 25 gennaio 1876 a Sumegh, Ungheria). Aveva un fratello, Josef (nato intorno al 1906) e due sorelle, Margit (1907) e Ana (1914). Sposava Georg Kollmann, un dottore viennese. Dopo l'invasione degli tedeschi la coppia fuggiva in Finlandia. Lì, nel maggio del 1941, nacque il loro figlio Franz Olof. Diciotto mesi dopo, il 6 novembre 1942, i genitori ed il bambino furono arrestati e consegnati alla Gestapo. Il 19 febbraio 1943, la famiglia fu deportata con il trasporto n. 29 da Berlino al campo di concentramento di Auschwitz. Madre e figlio furono uccisi dal regime nazista subito dopo il loro arrivo, al 20 febbraio 1943, in una camera a gas. Anche il padre, la madre, la sorella Margit e suo marito furono assassinati nel corso dell'Olocausto, tutti ad Auschwitz. Il marito di Janka Kollmann, il fratello e la sorella minore potevano sopravvivere. |
|          | QUI ABITAVA ELIAS KOPELOWSKY NATO 1885 AD ILGEN FUGGITO IN FINLANDIA CONSEGNATO ALLA GESTAPO 6.11.1942 NEL 1943 DEPORTATO AD AUSCHWITZ ASSASSINATO            | Yrjönkatu 26 60.167923°N 24.938485°E               | Elias Kopelowsky |